# Malcolmochthonius perplexus
Malcolmochthonius perplexus es una especie de arácnido  del orden
Pseudoscorpionida de la familia Chthoniidae.

## Distribución geográfica
Se encuentra en California (Estados Unidos).